# 第26回ゴールデンラズベリー賞
第26回ゴールデンラズベリー賞は、第78回アカデミー賞授賞式前日の2006年3月4日に発表・授賞式が行われた。

## 受賞とノミネートの一覧
受賞は太字、それ以外はノミネートである。

### 最低作品賞
- Deuce Bigalow: European Gigolo
- Dirty Love
- デュークス・オブ・ハザード
- 蝋人形の館
- マスク2

### 最低男優賞
- トム・クルーズ - 宇宙戦争
- ウィル・フェレル - 奥さまは魔女、ペナルティ・パパ
- ジェイミー・ケネディ - マスク2
- ザ・ロック - DOOM
- ロブ・シュナイダー - Deuce Bigalow: European Gigolo

### 最低女優賞
- ジェシカ・アルバ - ファンタスティック・フォー ［超能力ユニット］、イントゥ・ザ・ブルー
- ヒラリー・ダフ - 12人のパパ2、パーフェクト・マン
- ジェニファー・ロペス - ウエディング宣言
- ジェニー・マッカーシー - Dirty Love
- タラ・リード - アローン・イン・ザ・ダーク

### 最低助演男優賞
- ヘイデン・クリステンセン - スター・ウォーズ エピソード3/シスの復讐
- アラン・カミング - マスク2
- ボブ・ホスキンス - マスク2
- ユージン・レヴィ - 12人のパパ2、The Man
- バート・レイノルズ - デュークス・オブ・ハザード、ロンゲスト・ヤード

### 最低助演女優賞
- カルメン・エレクトラ - Dirty Love
- パリス・ヒルトン - 蝋人形の館
- ケイティ・ホームズ - バットマン ビギンズ
- アシュリー・シンプソン - Undiscovered
- ジェシカ・シンプソン - デュークス・オブ・ハザード

### 最低スクリーンカップル賞
- ウィル・フェレル & ニコール・キッドマン - 奥さまは魔女
- ジェイミー・ケネディ & アラン・カミング - マスク2
- ジェニー・マッカーシー & エディー・ケイ・トーマス - Dirty Love
- ロブ・シュナイダー & 彼のおむつ - Deuce Bigalow: European Gigolo
- ジェシカ・シンプソン & 彼女のホットパンツ - デュークス・オブ・ハザード

### 最低監督賞
- ジョン・アッシャー - Dirty Love
- ウーヴェ・ボル - アローン・イン・ザ・ダーク
- ジェイ・チャンドラセカー - デュークス・オブ・ハザード
- ノーラ・エフロン - 奥さまは魔女
- ローレンス・ガターマン - マスク2

### 最低脚本賞
- 奥さまは魔女 - ノーラ・エフロン、デリア・エフロン、アダム・マッケイ
- Deuce Bigalow: European Gigolo - ロブ・シュナイダー、デイヴィッド・ギャレット、ジェイソン・ワード
- Dirty Love - ジェニー・マッカーシー
- デュークス・オブ・ハザード - ジョン・オブライエン
- マスク2 - ランス・カーゼイ

### 最低リメイク及び続編賞
- 奥さまは魔女
- Deuce Bigalow: European Gigolo
- デュークス・オブ・ハザード
- 蝋人形の館
- マスク2

### 最低飽き飽きもう見たくもないゴシップネタ賞
（新部門：僕らがあこがれて飽き飽きしたセレブ達に敬意を表して）
- トム・クルーズ & 彼の病状を疑う精神科医らのお言葉
- トム・クルーズ & ケイティ・ホームズ、オプラ・ウィンフリー・ショーのソファー、エッフェル塔、2人の子宝
- パリス・ヒルトン & あなた方全員
- Mr.&Mrs. ブリトニー、彼らの子供 & 彼らのビデオカメラ
- ザ・シンプソンズ：アシュリー、ジェシカ & ニック